# 378 aC
El 378 aC va ser un any del calendari romà prejulià. En aquell temps, era conegut com a any del tribunat de Fidenat, Medul·lí, Lanat, Sícul, Pulvil i Macerí (o, més rarament, any 376 ab urbe condita o de la fundació de la ciutat). L'ús del nom «378 aC» per referir-se a aquest any es remunta a l'alta edat mitjana, quan el sistema Anno Domini va ser el mètode de numeració dels anys més comú a Europa.

## Esdeveniments

### Antiga Grècia
- El general i estadista Epaminondes assumeix el control de Tebes i Pelòpides és elegit beotarca (magistrat suprem) de la ciutat.[2]
- Cleòmbrot I, rei d'Esparta, va a Beòcia al front d'un exèrcit per sufocar la rebel·lió que l'any anterior (379 aC) havia iniciat la ciutat de Tebes. Va rondar 16 dies per Beòcia sense combatre i retorna deixant com a governador (harmost) a Esfòdries a la ciutat de Tèspies. Els espartans desaproven la seva conducta i les dues següents expedicions contra Tebes les va dirigir l'altre rei, l'europòntida Agesilau II.[3]
- Esfòdries, harmost de Tèspies, va ser induït a envair territori atenenc. Segons Diodor de Sicília[4] ho va fer per ordes rebudes secretament de Cleòmbrot I, sense l'autorització dels èfors, mentre que Xenofont[5] i Plutarc[6] diuen que va ser convençut per Pelòpides i Gòrgides de Tebes que volien enemistar Atenes i Esparta, i el van subornar.
- Quan Agesilau es retira de Beòcia després de la campanya d'aquest any, Fèbides, un militar espartà, es va quedar com harmost de Tèspies. Fa contínues incursions al territori de Tebes i segons Xenofont, els tebans, com a represàlia, ataquen la ciutat però Fèbides els rebutja amb les seves tropes lleugeres, i els empaita pressionant la seva rereguarda.[7]

### Antiga Roma
- Aquest any són elegits tribuns amb potestat consular: Quint Servili Fidenat, Espuri Furi Medul·lí, Luci Meneni Lanat, Publi Cleli Sícul, Marc Horaci Pulvil i Luci Gegani Macerí.[8]
- Espuri Furi Medul·lí va dirigir una guerra contra els volscs a Àntium.
- Aquest any es crea un impost especial (tributum) per finançar la construcció de la Muralla Serviana.[9]

## Necrològiques
- Fèbides, harmost de Tèspies. Els tebans van contraatacar amb la cavalleria de la persecució que dirigia, i van rebutjar als espartans. Febides i dos o tres oficials més van fer front amb valentia a l'atac i van morir en la lluita.[10] Segons Diodor de Sicília els tebans van atacar la ciutat i Febides va morir en una sortida.[11]